# 金上京会宁府遗址
上京会宁府位于中国黑龙江省哈尔滨市阿城区阿什河街道的南城村、白城村和新城村，为金太祖收国元年（1115年）至金完颜亮贞元元年（1153年）都城遗址。
金上京会宁府是由横竖相连的南北二城和皇城组成，总面积约6平方公里。城垣用土版筑，由护城河护卫。皇城坐落于南城的偏西处，均为宫殿建筑，其规模是仿照北宋东京（开封）样式建造。南北城修建较早，皇城建于金太宗天会二年（1124年），现存遗址，保存较好的是南北城墙和皇城中的宫殿遗址。
1982年2月23日，金上京会宁府遗址被公布为第二批全国重点文物保护单位，2013年3月5日，“驸马城”遗址、小城子遗址、刘秀屯宫殿基址、半拉城遗址并入。

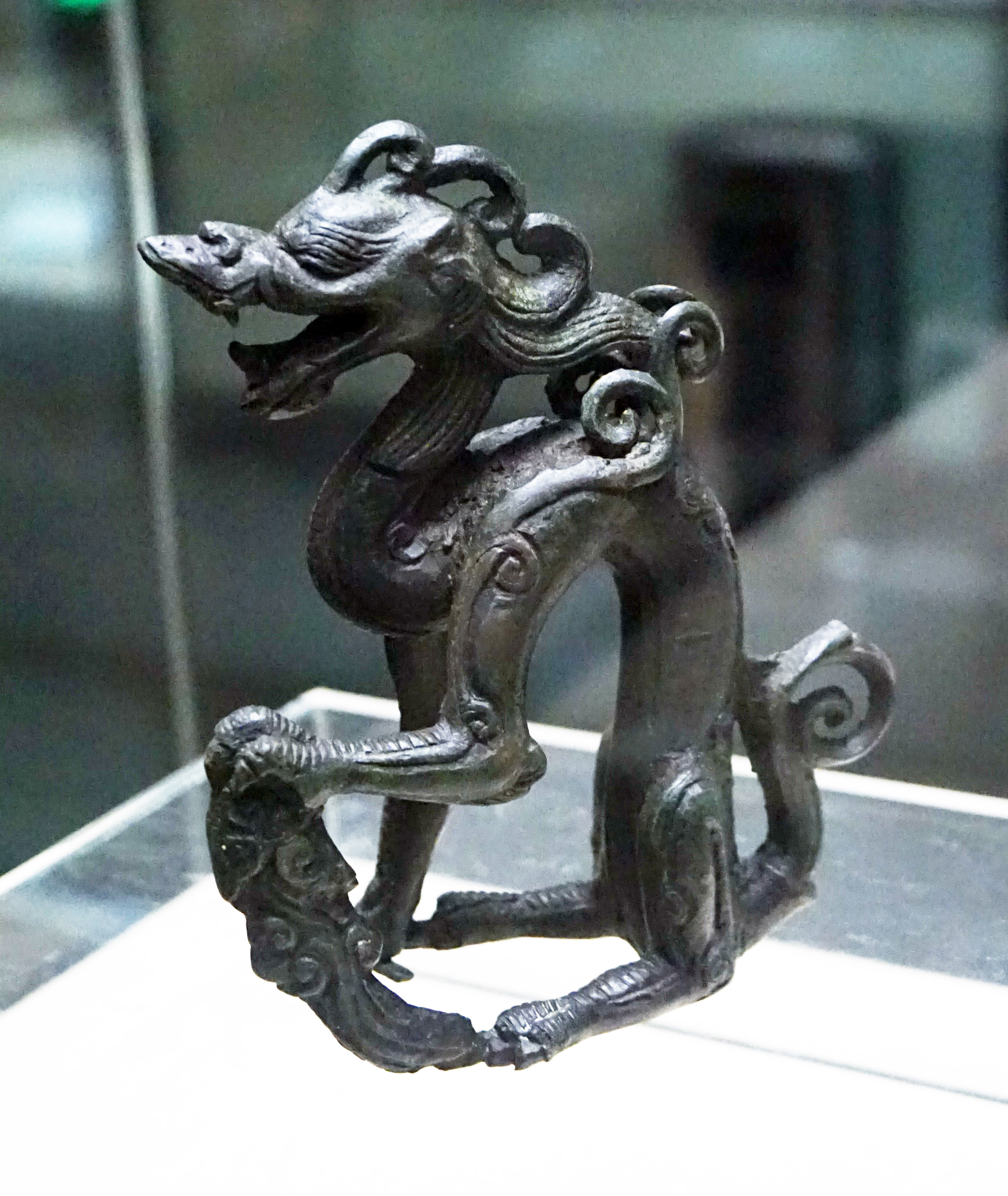
铜坐龙 金 阿城区上京会宁府遗址出土 一级文物